# 小沢ミナコ
小沢 ミナコ（おざわ みなこ、1976年3月25日 - ）は、日本の女優、声優。福岡県出身。旧名：小沢 美奈子。

## 人物
コンパイルのゲーム「ぷよぷよ通 決定盤」自社オーディションで主人公のアルル役に選ばれた。
真田アサミと沢城みゆきのデビューのきっかけとなったブロッコリー主催の『デ・ジ・キャラット』声優オーディションを受けるも落選。
現在は女優業の他、イベント司会、ナレーターとしても活動している。

## 出演

### 舞台
- ミスディレクション（2002年10月、Dotoo!）
- マンボジャンボ！（2003年5月8日 - 11日、Dotoo!）
- 仰げば尊し（2003年12月、Dotoo!）
- モンスターライフ（2004年5月25日 - 6月2日、Dotoo!）
- 新・明暗（2004年11月、シミズプロジェクト）
- 楽園の東（2006年8月、心日庵）
- あっち川こっち川（2007年8月29日 - 9月2日、心日庵）
- タランチュラホテルブルース（2008年5月、LinkProject）
- ココより永遠に…（2008年8月、心日庵）
- 日食とひまわり（2009年9月、心日庵）

### テレビドラマ
- 父よ、あなたはえらかった〜1969年のオヤジと僕（2009年11月16日）

### 映画
- 死づえ〜呪縛病棟〜（2006年5月13日）
- 刀狩るもの〜二本松の冒険〜（2008年6月28日）

### ゲーム
- ぷよぷよシリーズ / 魔導物語シリーズ - アルル・ナジャ 役
  - ぷよぷよ通 決定盤（1996年11月15日、コンパイル、PlayStation）※Windows 95版、Macintosh PowerPC版、ネオジオポケットカラー版にボイスを流用
  - ぷよぷよSUN（1996年12月、コンパイル、アーケード、セガサターン、NINTENDO 64、PlayStation、Windows 95）
  - 魔導物語 はちゃめちゃ期末試験（1996年9月6日、コンパイル、Windows 95/ディスクステーション） - アルル・ナジャ、ドッペルゲンガーアルル 役
  - アルル漫遊記（1996年、コンパイル、Windows 95/ディスクステーション）
  - 白熱!ぷよりんぴっく!（1997年、コンパイル、Windows 95/ディスクステーション）
  - わくわくぷよぷよダンジョン（1998年4月2日、コンパイル、セガサターン、PlayStation）
  - 魔導RUN（1998年、コンパイル、Windows 95/ディスクステーション）
  - 魔導物語（1998年7月23日、コンパイル、セガサターン）
  - たいぷdaぷよぷよ（2001年5月25日、メディアカイト、Windows 95、Macintosh）※PlayStation版『ぷよぷよ通』のボイスを流用
  - みんなでぷよぷよ（2001年10月18日、セガゲームス、ゲームボーイアドバンス）※『ぷよぷよSUN』のボイスを流用

### ラジオ
- の〜みそこねこねラジオコンパイル（第4期アシスタント）

### その他
- ディスクステーション 収録ムービー（アルル・ナジャ 役）